# Periparus
Periparus је род птица из породице сеница. Птице из овог рода су претходно укључиване у род Parus, али су пребачене у род Periparus након што је род Parus подељен на већи број родова 2005. следећи објављивање детаљне анализе молекуларне филогеније. Име Periparus је увео за подрод рода Parus белгијски природњак Мишел Едмонд де Сели-Лонгшан 1884. Periparus, је кованица старогрчке речи peri и имена рода Parus.

## Врсте
Род садржи следеће врсте:
| Слика | Име              | Научно име              | Ареал                                                        |
| ----- | ---------------- | ----------------------- | ------------------------------------------------------------ |
|       | Црногруда сеница | Periparus rufonuchalis  | Индија, Кина, Пакистан, Туркменистан, Киргистан и Афганистан |
|       | Риђобока сеница  | Periparus rubidiventris | Бутан, Кина, Пакистан, Индија, Бурма и Непал                 |
|       | Јелова сеница    | Periparus ater          | суптропска Европа и северна Африка                           |

Све врсте насељавају Азију, а јелова сеница такође насељава велики део Европе и северне Африке. Све врсте имају беле образе.